# Janet Dailey
Janet Anne Haradon Dailey, född 21 maj 1944 i Storm Lake, Iowa, död 14 december 2013 i Branson, Missouri, var en amerikansk författare, känd för sina kärleksromaner.
Dailey sålde sitt första manuskript till Harlequin 1974 och blev då förlagets första amerikanska författare. Många av hennes böcker utspelade sig i den amerikanska västern och hennes "Americana"-serie bestod av femtio böcker som utspelades i var och en av USA:s delstater. Hon fick också framgångar med sin "Calder"-serie och fristående romaner. Enligt hennes egen webbplats har hennes böcker sålts i över 325 miljoner exemplar.
Hennes karriär fick ett bakslag 1997 när hon stämdes för plagiat av Nora Roberts. Dailey medgav senare att hon i sina romaner Aspen Gold och Notorious plagierat Roberts och hänvisade till stressrelaterade psykologiska problem. Hon gjorde comeback i början av 2000-talet när hon skrivit kontrakt med Kensington Books.
Hennes roman Foxfire Light filmades 1982 och Ride the Thunder filmades med titeln When a Spider Bites 1993.
Dailey flyttade med sin man till Branson, Missouri 1978. Maken avled 2005.